# Bärbel-Kathrin Langbein
Bärbel-Kathrin Langbein (* 2. November 1943 in Hildburghausen; † 1990) war eine deutsche kunsthandwerkliche Textilgestalterin.

## Leben und Werk
Bärbel-Kathrin Langbein war die Tochter eines Hildburghäuser Bäckers. Ihre Tante Cläre Carstensen betrieb in Hildburghausen in der Coburger Straße 14 eine kunsthandwerkliche Weberei. Sie fertigte Anzug-, Mantel- und Kleiderstoffe, Schlafdecken, Teppiche und Gardinen. Ihre Spezialität waren Stoffe aus handgesponnener Wolle. Bei ihr absolvierte Bärbel-Kathrin Langbein von 1960 bis 1962 eine Lehre als Handweberin. Nach dem Ableben ihrer Tante erbte sie 1963 deren Webereiausstattung. Sie führte den Betrieb weiter, firmierte unter Handweberei Carstensen, Inh. B. Langbein, und begann eigene künstlerische Wege zu suchen. Meist experimentierte sie nach Feierabend, weil Aufträge erledigt werden mussten. Bärbel-Kathrin Langbein schuf bemerkenswerte textile Kunstwerke, u. a. Bildteppiche und Miniaturtextilien. Sie war von 1978 bis 1990 Mitglied des Verbands Bildender Künstler der DDR und auf Ausstellungen im In- und Ausland vertreten.

## Ausstellungen (unvollständig)

### Einzelausstellungen
- 1979: Suhl, Galerie im Steinweg
- 1982: Hildburghausen, Stadtmuseum Hildburghausen
- 1987: Suhl, Galerie im Steinweg (mit Steffi Raßbach und Brigitte Willbarth)

#### Postum
- 1993: Hildburghausen, Stadtmuseum
- 2015: Hildburghausen, Stadtmuseum („Alles hängt an einem Faden“; mit Henry Knye)[3]

### Teilnahme an Ausstellungen in der Zeit der DDR
- 1978 und 1984: Suhl, Bezirkskunstausstellungen
- 1980: Leipzig, Museum des Kunsthandwerks („Textil '80. 2. Ausstellung der Textilgestaltung in der DDR“)
- 1982: Leipzig, Museum des Kunsthandwerks („Miniaturtextil“)
- 1987/1988: Dresden, X. Kunstausstellung der DDR
- 1983: Berlin, Ausstellungszentrum am Fernsehturm („Textilminiaturen“)
- 1983: Göttingen, Städtisches Museum („Kunsthandwerk aus der DDR. Textilgestaltung – Holzgestaltung“)
- 1985: Weimar, Kunsthalle am Theaterplatz („Textil '85. 3. Ausstellung der Textilgestaltung in der DDR“)